# 梅拉妮·洛伊波尔茨
梅拉妮·洛伊波爾茨（德語：Melanie Leupolz），（1994年4月14日—）德國職業女子足球員，司職中場，現效力於皇家馬德里女子足球俱樂部。
2010年U17女子世界盃足球賽中，對上南非隊梅開二度。她是2011年U17歐洲女子國家盃德國隊的隊長，在四強賽對上法國隊的點球大戰中，擔任第五點射門的球員，卻射失點球。

## 外部連結
- 梅拉妮·洛伊波尔茨的Instagram帳戶
- 梅拉妮·洛伊波尔茨的Facebook專頁